# Federico Guglielmo II di Schleswig-Holstein-Sonderburg-Beck
Federico Guglielmo II, duca di Schleswig-Holstein-Sonderburg-Beck (Potsdam, 18 giugno 1687 – Königsberg, 11 novembre 1749), fu un duca di Schleswig-Holstein-Sonderburg-Beck. Servì come maresciallo di campo prussiano e fu nominato governatore di Berlino, ma non ricoprì mai quest'ultima posizione.
Federico Guglielmo II era il maggiore dei figli maschi del duca Federico Luigi (1653–1728) e di sua moglie Louise Charlotte of Schleswig-Holstein-Sonderburg-Augustenburg (1658–1740). Tra i suoi fratelli e sorelle vi furono Dorotea, Pietro Augusto, Carlo Luigi. Nel 1728, Federico Guglielmo II successe a suo padre come duca di Beck. Dopo la sua morte, fu succeduto da suo figlio Federico Guglielmo III, che cadde in battaglia nel 1757. Il titolo fu ereditato dal fratello di Federico Guglielmo, Carlo Luigi.

## Biografia
Sebbene nacque a Potsdam, Federico Guglielmo fu allevato a Königsberg e studiò ad Halle. Servi nell'esercito prussiano come capitano nel reggimento di suo padre nel 1703 e come tenente colonnello nel 1704. Si distinse nell'assedio di Stralsund (1711–1715) e fu promosso a colonnello nel 1713, quando servì nel Reggimento Holstein. Nel 1717, re Federico Guglielmo I di Prussia lo ricompensò con il palazzo di Friedrichshof a Ludwigswalde nella Prussia orientale (attuale Lesnoye nell'Oblast' di Kaliningrad in Russia). nel 1719 il re concesse al duca un'altra magione prussiana orientale, anch'essa di nome Friedrichshof, a Kasebalk, che il duca Federico Guglielmo successivamente rinominò in Holstein (attuale Pregolskiy a Kaliningrad). Dal 1721, guidò il reggimento di infanteria numero 11, guidato da suo padre.
Nel 1725, il re investì il duca della tenuta di Riesenberg, tuttavia, da lui svenduta. Nel 1732, acquisto la magione Beck a Löhne-Ulenburg, da cui il ramo di Schleswig-Holstein-Sonderburg-Beck derivava il suo nome, da Maria Antonia, la vedova di suo cugino Federico Guglielmo I (1682–1719), che si era convertito al cattolicesimo ed era diventato maresciallo di campo nell'esercito del Sacro Romano Impero. Federico Guglielmo I cadde in battaglia a Francavilla di Sicilia.
Nel 1733 Federico Guglielmo II fu promosso a tenente generale. Partecipò a campagne lungo il Reno nel 1734 e 1735 durante la guerra di successione polacca. Re Federico II di Prussia fu infastidito da Federico Guglielmo durante la battaglia di Mollwitz durante la prima guerra di Slesia nel 1741. Il suo reggimento era stato tenuto in riserva e arrivò sul campo di battaglia troppo tardi per contribuire alla battaglia. Ignaro della situazione, passò da più unità austriaci. Tuttavia, il re Federico il Grande era orgoglioso del duca, a cui si riferiva come gute alte Holsteiner ("il buon vecchio Holsteiner"). Il duca fu promosso maresciallo di campo nello stesso anno e collocato a Königsberg, la capitale della Prussia orientale. Fu, inoltre, insignito, dell'Ordine dell'Aquila nera.
Nel 1745, Federico Guglielmo II vendette la magione Beck alla baronessa di Ledebur-Königsbrück, ma mantenne il titolo di duca di Beck. Nel 1747, fu nominato governatore di Berlino. Tuttavia, a causa della malattia, non fu in grado di prendere questo incarico. Morì a Königsberg.

## Matrimonio e figli
Federico Guglielmo si sposò due volte. La sua prima moglie fu Luisa Felicita Eleonora di Loß, contessa di Dabrova (morta nel 1715), vedova di un membro della famiglia Czartoryski e figlia del tesoriere polacco Wladislav di Loß. Questo matrimonio rimase senza figli.
Sposò la sua seconda moglie il 3 dicembre 1721. Ella era Ursula Anna (31 dicembre 1700 - 17 marzo 1761), figlia del burgravio Cristoforo I di Dohna-Schlobitten. Da questo matrimonio nacquero due figli:
- Sofia Carlotta (31 dicembre 1722 - 7 agosto 1763), sposò:
  1. il 5 giugno 1738 il generale maggiore prussiano Alessandro Emilio, burgravio di Dohna-Wartenberg-Schlodien (7 luglio 1704 - 6 ottobre 1745, cadde nella battaglia di Soor)
  2. il 1º gennaio 1750 il duca Giorgio Ludovico di Holstein-Gottorp (16 marzo 1719 - 1763)
- Federico Guglielmo III (4 novembre 1723 - 6 maggio 1757), servì come un colonnello dell'esercito prussiano e cadde nella battaglia di Praga

## Ascendenza
|                                                              |                                             |                                                     | Genitori                                  |  |  | Nonni |  |  | Bisnonni                                    |  |  | Trisnonni                                 |  |
|                                                              |                                             |                                                     |                                           |  |  |       |  |  | Alessandro di Schleswig-Holstein-Sonderburg |  |  | Giovanni di Schleswig-Holstein-Sonderburg |  |
|                                                              |                                             |                                                     |                                           |  |  |       |  |  | Alessandro di Schleswig-Holstein-Sonderburg |  |  | Giovanni di Schleswig-Holstein-Sonderburg |  |
|                                                              |                                             | Elisabetta di Brunswick-Grubenhagen                 |                                           |  |  |       |  |  | Alessandro di Schleswig-Holstein-Sonderburg |  |  |                                           |  |
| Augusto Filippo di Schleswig-Holstein-Sonderburg-Beck        |                                             |                                                     |                                           |  |  |       |  |  | Alessandro di Schleswig-Holstein-Sonderburg |  |  |                                           |  |
|                                                              |                                             | Dorotea di Schwarzburg-Sondershausen                | …                                         |  |  |       |  |  |                                             |  |  |                                           |  |
|                                                              |                                             | Dorotea di Schwarzburg-Sondershausen                | …                                         |  |  |       |  |  |                                             |  |  |                                           |  |
|                                                              |                                             | Dorotea di Schwarzburg-Sondershausen                | …                                         |  |  |       |  |  |                                             |  |  |                                           |  |
| Federico Luigi di Schleswig-Holstein-Sonderburg-Beck         |                                             | Dorotea di Schwarzburg-Sondershausen                |                                           |  |  |       |  |  |                                             |  |  |                                           |  |
|                                                              |                                             | Guglielmo Luigi di Nassau-Saarbrücken               | Luigi II di Nassau-Weilburg               |  |  |       |  |  |                                             |  |  |                                           |  |
|                                                              |                                             | Guglielmo Luigi di Nassau-Saarbrücken               | Luigi II di Nassau-Weilburg               |  |  |       |  |  |                                             |  |  |                                           |  |
|                                                              |                                             | Guglielmo Luigi di Nassau-Saarbrücken               | Anna Maria d'Assia-Kassel                 |  |  |       |  |  |                                             |  |  |                                           |  |
| Maria Sibilla di Nassau-Saarbrücken                          |                                             | Guglielmo Luigi di Nassau-Saarbrücken               |                                           |  |  |       |  |  |                                             |  |  |                                           |  |
|                                                              |                                             | Anna Amalia di Baden-Durlach                        | Giorgio Federico di Baden-Durlach         |  |  |       |  |  |                                             |  |  |                                           |  |
|                                                              |                                             | Anna Amalia di Baden-Durlach                        | Giorgio Federico di Baden-Durlach         |  |  |       |  |  |                                             |  |  |                                           |  |
|                                                              |                                             | Anna Amalia di Baden-Durlach                        | …                                         |  |  |       |  |  |                                             |  |  |                                           |  |
| Federico Guglielmo II di Schleswig-Holstein-Sonderburg-Beck  |                                             | Anna Amalia di Baden-Durlach                        |                                           |  |  |       |  |  |                                             |  |  |                                           |  |
|                                                              | Alessandro di Schleswig-Holstein-Sonderburg | Giovanni di Schleswig-Holstein-Sonderburg           |                                           |  |  |       |  |  |                                             |  |  |                                           |  |
|                                                              | Alessandro di Schleswig-Holstein-Sonderburg | Giovanni di Schleswig-Holstein-Sonderburg           |                                           |  |  |       |  |  |                                             |  |  |                                           |  |
|                                                              | Alessandro di Schleswig-Holstein-Sonderburg | Elisabetta di Brunswick-Grubenhagen                 |                                           |  |  |       |  |  |                                             |  |  |                                           |  |
| Ernest Gunther di Schleswig-Holstein-Sonderburg-Augustenburg | Alessandro di Schleswig-Holstein-Sonderburg |                                                     |                                           |  |  |       |  |  |                                             |  |  |                                           |  |
|                                                              |                                             | Dorotea di Schwarzburg-Sondershausen                | …                                         |  |  |       |  |  |                                             |  |  |                                           |  |
|                                                              |                                             | Dorotea di Schwarzburg-Sondershausen                | …                                         |  |  |       |  |  |                                             |  |  |                                           |  |
|                                                              |                                             | Dorotea di Schwarzburg-Sondershausen                | …                                         |  |  |       |  |  |                                             |  |  |                                           |  |
| Luisa Carlotta di Schleswig-Holstein-Sonderburg-Augustenburg |                                             | Dorotea di Schwarzburg-Sondershausen                |                                           |  |  |       |  |  |                                             |  |  |                                           |  |
|                                                              |                                             | Filippo di Schleswig-Holstein-Sonderburg-Glücksburg | Giovanni di Schleswig-Holstein-Sonderburg |  |  |       |  |  |                                             |  |  |                                           |  |
|                                                              |                                             | Filippo di Schleswig-Holstein-Sonderburg-Glücksburg | Giovanni di Schleswig-Holstein-Sonderburg |  |  |       |  |  |                                             |  |  |                                           |  |
|                                                              |                                             | Filippo di Schleswig-Holstein-Sonderburg-Glücksburg | Elisabetta di Brunswick-Grubenhagen       |  |  |       |  |  |                                             |  |  |                                           |  |
| Augusta di Schleswig-Holstein-Sonderburg-Glücksburg          |                                             | Filippo di Schleswig-Holstein-Sonderburg-Glücksburg |                                           |  |  |       |  |  |                                             |  |  |                                           |  |
|                                                              |                                             | Sofia Edvige di Sassonia-Lauenburg                  | Francesco II di Sassonia-Lauenburg        |  |  |       |  |  |                                             |  |  |                                           |  |
|                                                              |                                             | Sofia Edvige di Sassonia-Lauenburg                  | Francesco II di Sassonia-Lauenburg        |  |  |       |  |  |                                             |  |  |                                           |  |
|                                                              |                                             | Sofia Edvige di Sassonia-Lauenburg                  | …                                         |  |  |       |  |  |                                             |  |  |                                           |  |
|                                                              |                                             | Sofia Edvige di Sassonia-Lauenburg                  |                                           |  |  |       |  |  |                                             |  |  |                                           |  |